# Jižní Korea na Letních olympijských hrách 1992
Jižní Koreu na Letních olympijských hrách v roce 1992 ve španělské Barceloně reprezentovala výprava 226 sportovců (154 mužů a 72 žen) ve 24 sportech.

## Medailisté
| Medaile | Jméno | Sport                | Soutěž                                         |
| ------- | --- | -------------------- | ---------------------------------------------- |
| Zlato   | Cho Youn-Jeong | Lukostřelba          | Ženy jednotlivci                               |
| Zlato   | Cho Youn-Jeong Kim Soo-Nyung Lee Eun-Kyung | Lukostřelba          | Družstvo žen                                   |
| Zlato   | Hwang Jong-džo | Atletika             | Muži maratonský běh                            |
| Zlato   | Kim Moon-soo Park Joo-bong | Badminton            | Muži čtyřhra                                   |
| Zlato   | Hwang Hye-young Chung So-young | Badminton            | Ženy čtyřhra                                   |
| Zlato   | Nam Eun-Young Lee Ho-Youn Kim Hwa-Sook Moon Hyang-Ja Min Hye-Sook Cha Jae-Kyung Hong Jeong-Ho Park Jeong-Lim Park Kap-Sook Lee Mi-Young Lim O-Kyeong Jang Ri-Ra Oh Sung-Ok Han Hyun-Sook Han Sun-Hee | Házená               | Turnaj žen                                     |
| Zlato   | Kim Mi-čong | Judo                 | Ženy -72 kg                                    |
| Zlato   | Lee Eun-Chul | Sportovní střelba    | Muži 50 metrů libovolná malorážka 60 ran vleže |
| Zlato   | Yeo Kab-Soon | Sportovní střelba    | Ženy 10 metrů vzduchová puška                  |
| Zlato   | Jeon Byung-Kwan | Vzpírání             | Muži -56 kg                                    |
| Zlato   | Pak Čang-sun | Zápas                | muži, volný styl do 74 kg                      |
| Zlato   | An Han-Bong | Zápas                | muži, řecko-římský do 57 kg                    |
| Stříbro | Chung Jae-Hun | Lukostřelba          | Muži jednotlivci                               |
| Stříbro | Kim Soo-Nyung | Lukostřelba          | Ženy jednotlivci                               |
| Stříbro | Bang Soo-hyun | Badminton            | Ženy dvouhra                                   |
| Stříbro | Yoon Hyun | Judo                 | Muži -60 kg                                    |
| Stříbro | Kim Čong-sin | Zápas                | muži, volný styl do 48 kg                      |
| Bronz   | Yoo Ok-Ryul | Sportovní gymnastika | Muži přeskok                                   |
| Bronz   | Gil Young-ah Shim Eun-jung | Badminton            | Ženy čtyřhra                                   |
| Bronz   | Hong Sung-Sik | Box                  | Muži -60 kg                                    |
| Bronz   | Lee Seung-Bae | Box                  | Muži -75 kg                                    |
| Bronz   | Chung Hoon | Judo                 | Muži -71 kg                                    |
| Bronz   | Kim Byung-Joo | Judo                 | Muži -78 kg                                    |
| Bronz   | Kim Taek-Soo | Stolní tenis         | Muži dvouhra                                   |
| Bronz   | Hjon Čong-hwa | Stolní tenis         | Ženy dvouhra                                   |
| Bronz   | Kang Hee-Chan Lee Chul-Seung | Stolní tenis         | Muži čtyřhra                                   |
| Bronz   | Kim Taek-Soo Yoo Nam-Kyu | Stolní tenis         | Muži čtyřhra                                   |
| Bronz   | Hjon Čong-hwa Hong Cha-Ok | Stolní tenis         | Ženy čtyřhra                                   |
| Bronz   | Min Kyung-Kap | Zápas                | muži, řecko-římský do 52 kg                    |